# Harenchi
Harenchi è il terzo album in studio della cantante giapponese Chanmina, pubblicato il 13 ottobre 2021. 

## Promozioni
Il disco è stato preceduto dai singoli Angel, Bijin, Harenchi, Sun e dai singoli contenuti nei due precedenti EP Voice Memo No.5 e Picky, e dalla versione acustica di Never Grow Up.
Il 18 novembre pubblica sul suo canale YouTube il lyric video del singolo promozionale "Imagination".

## Tracce
1. Sun (太陽)
2. Angel
3. A present for him (君からの贈り物)
4. Harenchi (ハレンチ)
5. Voice memo no.5 (ボイスメモNo.5)
6. White Kick (ホワイトキック)
7. Period (ピリオド)
8. Picky
9. Imagination (想像力)
10. A girl of Tokyo (東京女子)
11. Distance (ディスタンス)
12. Morning Mood
13. ^_^
14. Bijin (美人)
15. Firework (花火)
16. Never Grow Up (Acoustic Version)

## Classifiche
| Classifica (2021) | Posizione massima |
| ----------------- | ----------------- |
| Giappone          | 14                |